# Central Eléctrica de Betano
Das Central Eléctrica de Betano (englisch Betano Power Plant, deutsch Kraftwerk Betanao) ist ein Ölkraftwerk nah der Südküste Osttimors. Es liegt nordöstlich des Dorfes Betano im Verwaltungsamt Same (Gemeinde Manufahi).
Das Kraftwerk wurde am 20. August 2013 in Betrieb genommen. Es verfügt über acht Motorgeneratoren Wärtsilä vom Typ 18V46 und hat eine Gesamtleistung von 136 MW. Als Primärenergieträger können Leichtöl, Schweröl oder Erdgas verwendet werden. Im Januar 2017 produzierte es insgesamt 10.245,76 MWh. Es versorgt damit die Südküste des Landes.
Errichtet wurde das Kraftwerk von der China Nuclear Industry 22nd Construction Company (CNI22). Eigentümer ist die Electricidade de Timor-Leste (EDTL), Vertragspartner die indonesische Puri Akraya Engineering Ltd. Im Oktober 2017 unterzeichnete Wartsilä einen Betreibervertrag für das Kraftwerk für weitere fünf Jahre.

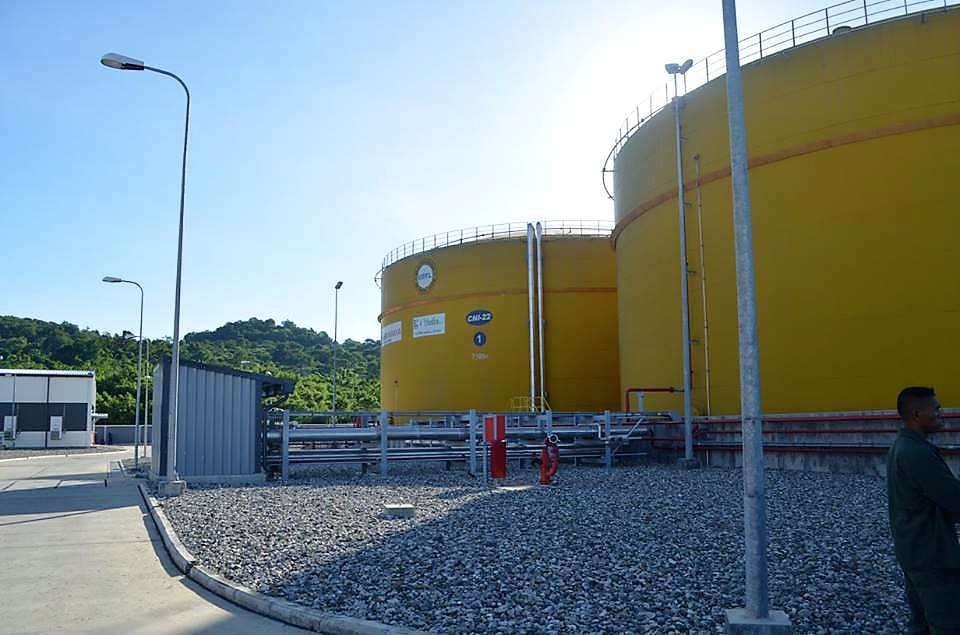
Öltanks
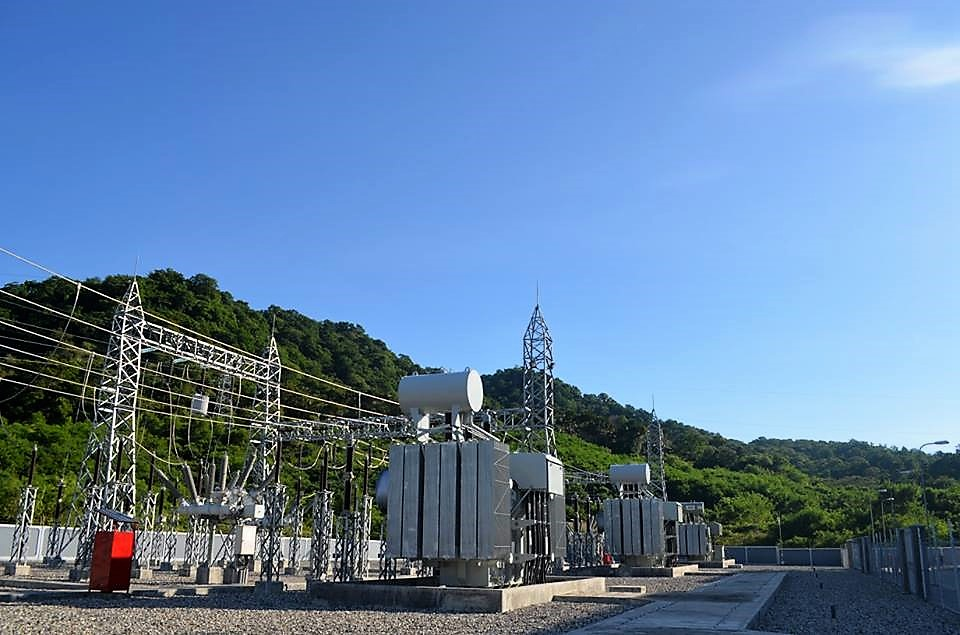
Umspannwerk
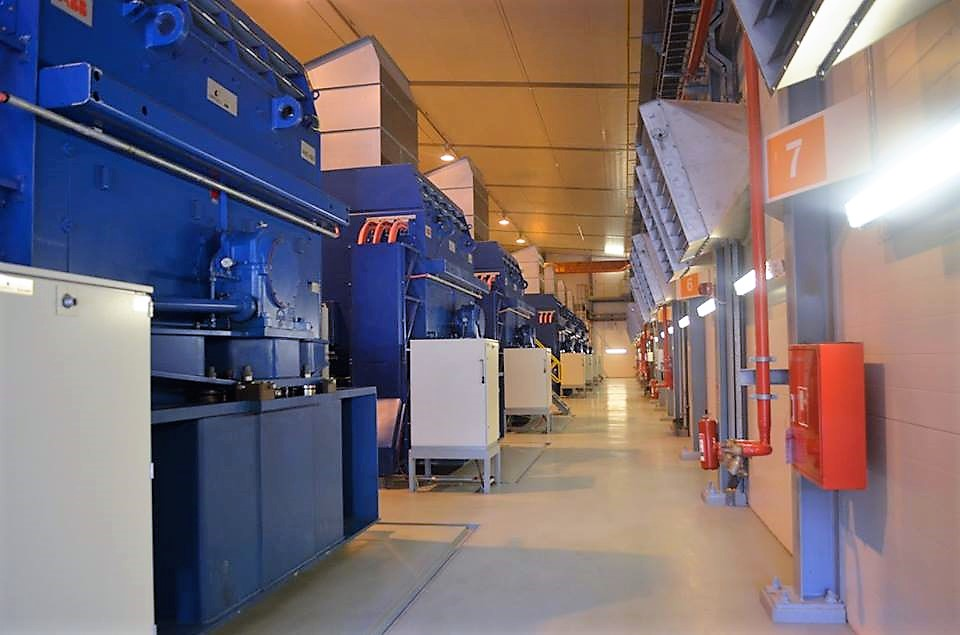
Innenbereich des Kraftwerks
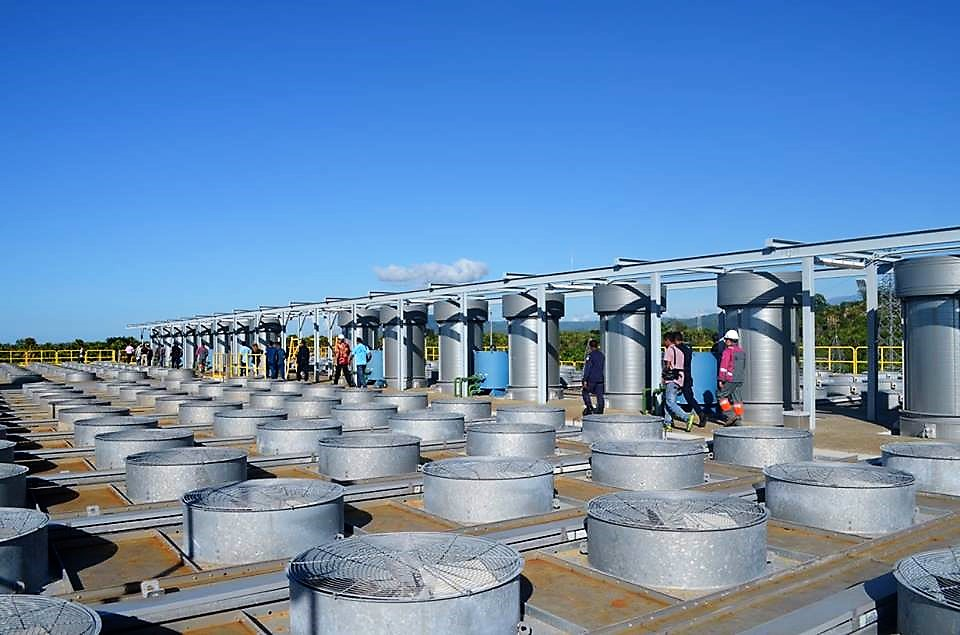
Zellenkühler